# Lespesia grioti
Lespesia grioti är en tvåvingeart som först beskrevs av Blanchard 1963.  Lespesia grioti ingår i släktet Lespesia och familjen parasitflugor. Inga underarter finns listade i Catalogue of Life.